# Snub Pollard
 (novembre 2011).
Si vous disposez d'ouvrages ou d'articles de référence ou si vous connaissez des sites web de qualité traitant du thème abordé ici, merci de compléter l'article en donnant les références utiles à sa vérifiabilité et en les liant à la section « Notes et références ».
Pour les articles homonymes, voir Pollard.
Harry « Snub » Pollard est un acteur australien né le 9 novembre 1889 à Melbourne (Australie), mort le 19 janvier 1962 à Burbank (Californie).

## Biographie
Harry Pollard est né Harold Fraser en Australie, et a pris le nom de Pollard comme nom de scène.
Il arrive aux États-Unis avec la tournée de sa troupe de théâtre de vaudeville « The Pollard's Lilliputian ». En 1913, Gilbert M. Anderson l'engage. Entre 1916 et 1920, il tourne dans les studios d'Hal Roach avec Harold Lloyd. On le surnomme en France : « Beaucitron ». Sa partenaire à l'écran est Marie Mosquini. En 1926, il quitte Hal Roach pour le studio des Weiss Brothers, où il joue avec Marvin Loback

## Filmographie

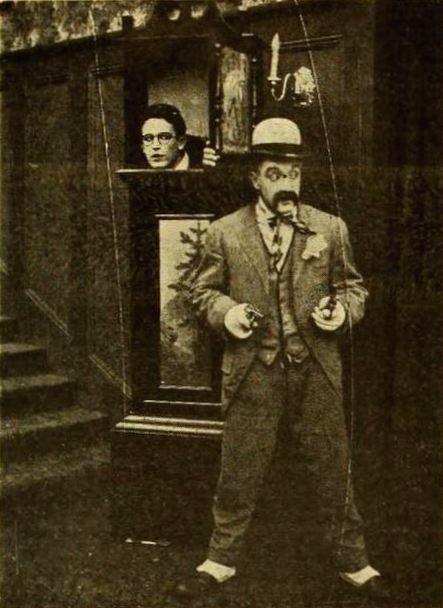
Pollard (au premier plan) et Harold Lloyd, dans Swat the Crook (1919).

### Années 1910
- 1915 : A Coat Tale
- 1915 : Charlot à la plage (By the Sea) de Charlie Chaplin : le vendeur de glaces
- 1915 : How Slippery Slim Saw the Show
- 1915 : His Regeneration de Gilbert M. Anderson : Extra
- 1915 : A Bunch of Matches
- 1915 : A Hot Finish : Acteur
- 1915 : A Countless Count : le Comte
- 1915 : Tale of a Tire : Un autre chevalier de l'avenue
- 1915 : The Drug Clerk : le mari
- 1915 : Fun at a Ball Game
- 1915 : Giving Them Fits : Le collègue de Luke
- 1915 : Bughouse Bellhops
- 1915 : Tinkering with Trouble
- 1915 : Great While It Lasted
- 1915 : Ragtime Snap Shots
- 1915 : A Foozle at the Tee Party
- 1915 : Ruses, Rhymes and Roughnecks
- 1915 : Peculiar Patients' Pranks de Hal Roach
- 1915 : Lonesome Luke, Social Gangster
- 1916 : Lonesome Luke Leans to the Literary de Hal Roach
- 1916 : Luke Lugs Luggage
- 1916 : Lonesome Luke Lolls in Luxury
- 1916 : Luke, the Candy Cut-Up
- 1916 : Luke Foils the Villain
- 1916 : Luke and the Rural Roughnecks
- 1916 : Luke Pipes the Pippins
- 1916 : Charlot cambrioleur (Police) de Charlie Chaplin : premier client
- 1916 : Lonesome Luke, Circus King
- 1916 : Luke's Double
- 1916 : Them Was the Happy Days!
- 1916 : Luke and the Bomb Throwers
- 1916 : Luke's Late Lunchers
- 1916 : Luke Laughs Last
- 1916 : Luke's Fatal Flivver
- 1916 : Luke's Society Mixup
- 1916 : Luke's Washful Waiting
- 1916 : Luke Rides Roughshod
- 1916 : Luke, Crystal Gazer de Hal Roach
- 1916 : Luke's Lost Lamb
- 1916 : Luke Does the Midway de Hal Roach
- 1916 : Luke Joins the Navy de Hal Roach
- 1916 : Luke and the Mermaids de Hal Roach
- 1916 : Lui... club-boy (Luke's Speedy Club Life) de Hal Roach : Bellhop
- 1916 : Luke and the Bang-Tails de Hal Roach
- 1916 : Luke, the Chauffeur
- 1916 : Luke's Preparedness Preparations
- 1916 : Luke, the Gladiator
- 1916 : Luke, Patient Provider
- 1916 : Luke's Newsie Knockout
- 1916 : Luke's Movie Muddle
- 1916 : Luke, Rank Impersonator
- 1916 : Luke's Fireworks Fizzle
- 1916 : Luke Locates the Loot
- 1916 : Luke's Shattered Sleep
- 1917 : Lonesome Luke's Lovely Rifle
- 1917 : Luke's Lost Liberty
- 1917 : Luke's Busy Day
- 1917 : Luke's Trolley Troubles
- 1917 : Lonesome Luke, Lawyer
- 1917 : Luke Wins Ye Ladye Faire
- 1917 : Lonesome Luke's Lively Life
- 1917 : Lonesome Luke on Tin Can Alley : Garçon de café
- 1917 : Lonesome Luke's Honeymoon
- 1917 : Lonesome Luke, Plumber
- 1917 : Stop! Luke! Listen!
- 1917 : Lonesome Luke, Messenger
- 1917 : Lonesome Luke, Mechanic
- 1917 : Lonesome Luke's Wild Women
- 1917 : Over the Fence de J. Farrell MacDonald et Harold Lloyd : Snitch
- 1917 : Lonesome Luke Loses Patients
- 1917 : Lui... et les policemen (Pinched) de Gilbert Pratt et Harold Lloyd
- 1917 : By the Sad Sea Waves
- 1917 : Birds of a Feather (en)
- 1917 : L'Enlèvement (Bliss) de Alfred J. Goulding : Snub
- 1917 : From Laramie to London
- 1917 : Rainbow Island
- 1917 : Love, Laughs and Lather
- 1917 : The Flirt
- 1917 : Clubs Are Trump de Hal Roach
- 1917 : Tous à bord (All Aboard)  de Alfred J. Goulding
- 1917 : We Never Sleep
- 1917 : Move On de Billy Gilbert et Gilbert Pratt
- 1917 : Bashful
- 1917 : The Big Idea de Gilbert Pratt et Hal Mohr : L'inventeur Pollard
- 1917 : Step Lively (en)
- 1918 : The Tip
- 1918 : Lui au club mystérieux (The Lamb) de Gilbert Pratt et Harold Lloyd
- 1918 : Hello Teacher
- 1918 : Hit Him Again
- 1918 : Beat It
- 1918 : A Gasoline Wedding de Alfred J. Goulding
- 1918 : Photographe malgré lui (Look Pleasant, Please)
- 1918 : Oui... mais Lui corsette mieux (Here Come the Girls) de Fred Hibbard
- 1918 : Let's Go
- 1918 : L'Hôtel du chahut-bahut (On the Jump) de Alfred J. Goulding
- 1918 : Follow the Crowd de Alfred J. Goulding
- 1918 : Pipe the Whiskers de Alfred J. Goulding
- 1918 : It's a Wild Life de Gilbert Pratt
- 1918 : Hey There! (en)
- 1918 : Kicked Out
- 1918 : Lui est un fameux ténor (The Non-Stop Kid) de Gilbert Pratt : Snub, le majordome
- 1918 : Feux croisés (Two-Gun Gussie) de Alfred J. Goulding : Snub
- 1918 : Fireman Save My Child
- 1918 : Modern Palace (The City Slicker) de Gilbert Pratt : Snub
- 1918 : Sic 'Em, Towser
- 1918 : Somewhere in Turkey : Assistant
- 1918 : Passez muscade (Are Crooks Dishonest?) de Gilbert Pratt : Snub
- 1918 : An Ozark Romance
- 1918 : Kicking the Germ Out of Germany
- 1918 : That's Him
- 1918 : Les Avatars de Charlot (Triple Trouble) Charlie Chaplin et Leo White : Flop house tramp
- 1918 : Lui fait un beau mariage (Bride and Gloom) d'Alfred J. Goulding
- 1918 : Two Scrambled
- 1918 : Bees in His Bonnet
- 1918 : Swing Your Partners
- 1918 : Lui et l'assiette au beurre (Why Pick on Me?) : Harry Ham
- 1918 : Nothing But Trouble
- 1918 : Hear 'Em Rave
- 1918 : Take a Chance d'Alfred J. Goulding
- 1918 : She Loves Me Not
- 1919 : Harold chasse les grands fauves (Back to the Woods) de Hal Roach : Valet
- 1919 : Wanted - $5,000
- 1919 : Love's Young Scream
- 1919 : Une excursion mouvementée (Going! Going! Gone!) de Gilbert Pratt : Snub
- 1919 : On n'entre pas (Ask Father) de Hal Roach : Le secrétaire d'état au maïs
- 1919 : Lui, chef cuisinier (On the Fire) de Hal Roach : le sous-chef
- 1919 : I'm on My Way
- 1919 : Look Out Below : Snub
- 1919 : The Dutiful Dub
- 1919 : Lui chez le grand couturier (Next Aisle Over) de H. M. Walker
- 1919 : A Sammy in Siberia
- 1919 : Tombés du ciel (Just Dropped In) de Hal Roach
- 1919 : Crack Your Heels
- 1919 : Lui au caveau des élégants (Young Mr. Jazz) de Hal Roach
- 1919 : Un fameux régisseur (Ring Up the Curtain) de Alfred J. Goulding
- 1919 : Si, Senor
- 1919 : Before Breakfast de Hal Roach
- 1919 : Un, deux, trois... partez ! (The Marathon) de Alfred J. Goulding
- 1919 : Pistols for Breakfast
- 1919 : Swat the Crook de Hal Roach
- 1919 : Off the Trolley
- 1919 : Coquin de printemps (Spring Fever) de Hal Roach
- 1919 : Coco de Chicago (Billy Blazes, Esq.) de Hal Roach : Shérif 'Gun Shy' Gallagher
- 1919 : Mon ami le voisin (Just Neighbors) de Hal Roach et Frank Terry : Le voisin
- 1919 : At the Old Stage Door
- 1919 : Never Touched Me
- 1919 : A Jazzed Honeymoon
- 1919 : Count Your Change : Billy Bullion
- 1919 : Chop Suey & Co. de Hal Roach
- 1919 : Heap Big Chief
- 1919 : Don't Shove de Alfred J. Goulding
- 1919 : Be My Wife
- 1919 : The Rajah
- 1919 : He Leads, Others Follow
- 1919 : Soft Money
- 1919 : Count the Votes
- 1919 : Pay Your Dues
- 1919 : Start Something
- 1919 : Doux Pays (His Only Father) de Hal Roach
- 1919 : Amour et Poésie (Bumping Into Broadway) de Hal Roach : directeur de la comédie musicale
- 1919 : All at Sea
- 1919 : Call for Mr. Caveman
- 1919 : Order in the Court
- 1919 : Harold chez les pirates (Captain Kidd's Kids) de Hal Roach : Le valet
- 1919 : It's a Hard Life
- 1919 : Giving the Bride Away
- 1919 : How Dry I Am
- 1919 : La Boxe il n'y a que ça (Looking for Trouble) de Hal Roach
- 1919 : Tough Luck
- 1919 : De la coupe aux lèvres (From Hand to Mouth) de Alfred J. Goulding et Hal Roach : Le kidnappeur
- 1919 : Lui et la Dactylographe (Be My Wife) de Hal Roach

### Années 1920
- 1920 : Don't Weaken
- 1920 : The Dippy Dentist
- 1920 : Red Hot Hottentotts
- 1920 : Slippery Slickers
- 1920 : Why Go Home?
- 1920 : All Lit Up
- 1920 : Le Royaume de Tulipatan (His Royal Slyness) de Hal Roach : le Prince de Roquefort
- 1920 : Getting His Goat
- 1920 : Waltz Me Around de Charley Chase
- 1920 : Raise the Rent
- 1920 : Fresh Paint
- 1920 : Flat Broke
- 1920 : Cut the Cards
- 1920 : The Dinner Hour
- 1920 : Find the Girl
- 1920 : Cracked Wedding Bells
- 1920 : Speed to Spare
- 1920 : Shoot on Sight
- 1920 : Trotting Through Turkey
- 1920 : Drink Hearty
- 1920 : Nearly a Maid
- 1920 : All Dressed Up
- 1920 : Grab the Ghost
- 1920 : All in a Day
- 1920 : Any Old Port
- 1920 : Don't Rock the Boat
- 1920 : You're Pinched
- 1920 : The Home Stretch
- 1920 : Call a Taxi
- 1920 : Run 'Em Ragged
- 1920 : Live and Learn
- 1920 : A London Bobby de Charley Chase
- 1920 : Money to Burn
- 1920 : Go As You Please
- 1920 : Rock-a-Bye Baby
- 1920 : Doing Time
- 1920 : Fellow Citizens
- 1920 : When the Wind Blows
- 1920 : Insulting the Sultan
- 1920 : The Dear Departed
- 1920 : Cash Customers : The Chap
- 1920 : Park Your Car
- 1921 : The Morning After
- 1921 : Whirl o' the West
- 1921 : Open Another Bottle
- 1921 : His Best Girl
- 1921 : Make It Snappy
- 1921 : Fellow Romans
- 1921 : Rush Orders
- 1921 : Bubbling Over
- 1921 : No Children
- 1921 : Save Your Money
- 1921 : Blue Sunday
- 1921 : The Killjoys
- 1921 : Where's the Fire
- 1921 : Own Your Own Home
- 1921 : High Rollers
- 1921 : You're Next
- 1921 : The Bike Bug
- 1921 : At the Ringside
- 1921 : No Stop-Over
- 1921 : Pollard blagueur (What a Whopper!) de Charles Parrott
- 1921 : Teaching the Teacher
- 1921 : Spot Cash
- 1921 : Name the Day
- 1921 : The Jail Bird
- 1921 : Late Lodgers
- 1921 : Gone to the Country
- 1921 : Law and Order
- 1921 : Fifteen Minutes
- 1921 : On Location
- 1921 : Hocus Pocus
- 1921 : Penny-in-the-Slot
- 1921 : The Joy Rider
- 1921 : The Hustler
- 1921 : Sink or Swim
- 1921 : Shake 'Em Up
- 1921 : The Corner Pocket
- 1922 : Lose No Time
- 1922 : Call the Witness
- 1922 : Years to Come de Charles Parrott
- 1922 : Blow 'Em Up de Charley Chase
- 1922 : Stage Struck
- 1922 : Down and Out
- 1922 : Pardon Me
- 1922 : The Bow-Wows
- 1922 : Hot Off the Press
- 1922 : The Anvil Chorus
- 1922 : Jump Your Job
- 1922 : Full o' Pep
- 1922 : Kill the Nerve
- 1922 : Days of Old
- 1922 : Light Showers
- 1922 : Do Me a Favor
- 1922 : The Movies
- 1922 : In the Movies
- 1922 : Punch the Clock : Snub
- 1922 : Strictly Modern de William Beaudine
- 1922 : Hale and Hearty
- 1922 : Some Baby
- 1922 : The Dumb Bell
- 1922 : The Stone Age
- 1922 : 365 Days
- 1922 : The Old Sea Dog
- 1922 : Newly Rich
- 1923 : Wait for Me
- 1923 : Dig Up
- 1923 : A Tough Winter
- 1923 : Before the Public
- 1923 : Where Am I?
- 1923 : California or Bust
- 1923 : Sold at Auction
- 1923 : The Courtship of Miles Sandwich : Papa / John Alldone
- 1923 : Jack Frost
- 1923 : Beaucitron détective (The Mystery Man) de Hugh Fay
- 1923 : The Walkout
- 1923 : Beaucitron inventeur (It's a Gift) : L'inventeur Pollard
- 1923 : Dear Ol' Pal
- 1923 : Join the Circus
- 1923 : Fully Insured
- 1923 : It's a Joy
- 1924 : Why Marry?
- 1924 : Get Busy
- 1924 : Friend Husband
- 1925 : Are Husbands Necessary?
- 1925 : Are Husbands Human?
- 1926 : Do Your Duty
- 1926 : The Old War-Horse
- 1926 : The Doughboy
- 1926 : The Yokel
- 1926 : Fire
- 1926 : All Wet
- 1927 : The Bum's Rush
- 1928 : Once Over
- 1928 : Men About Town

### Années 1940
- 1940 : Murder on the Yukon (en) : Archie
- 1940 : Shooting High (en) d'Alfred E. Green : un citadin
- 1940 : Sky Bandits (en) de Ralph Staub : Pa, l'homme en chemise de nuit
- 1941 : Son patron et son matelot (A Girl, a Guy, and a Gob) de Richard Wallace : préposé à la chapelle de mariage
- 1942 : Universal Musical Short 6228: The Gay Nineties : sketch des flics de Keystone
- 1942 : Boot Hill Bandits : 2ème barman
- 1942 : Men of San Quentin : le comdamné
- 1942 : They Raid by Night : Bertie, messager / aide-soignant
- 1942 : 'Neath Brooklyn Bridge (en) de Wallace Fox  : un client de la soupe
- 1942 : Le Cargo des innocents (Stand by for Action) de Robert Z. Leonard : un marin
- 1943 : His Wedding Scare : un pompier
- 1943 : The Kid Rides Again : Saloon Swamper
- 1943 : Kid Dynamite (en) : un officiel à la danse
- 1943 : Sarong Girl : Bookie
- 1943 : Ghosts on the Loose de William Beaudine : le livreur de fleurs
- 1943 : Quack Service
- 1943 : Garden of Eatin'
- 1943 : Phony Express : Shérif Hogwaller
- 1943 : He Was Only Feudin'
- 1944 : Defective Detectives
- 1944 : Texas Masquerade : serveur
- 1944 : Lucky Cowboy : l'homme qui tente d'éteindre le feu
- 1944 : The Falcon Out West : cow-boy à la gare
- 1944 : His Tale Is Told : inventeur
- 1944 : Main Street Today : Pop Denton
- 1944 : The Girl in the Case
- 1944 : Quatre du music-hall (en) (Show Business) : extra
- 1944 : Easy Life : le vendeur de journaux à la criée
- 1944 : C'est arrivé demain (It Happened Tomorrow) de René Clair : l'homme sur le pont / un spectateur de la course hippique
- 1944 : Casanova le petit (Casanova Brown) de Sam Wood : père à la nurserie
- 1944 : Une romance américaine (An American Romance) de King Vidor : messager barbu
- 1944 : Bowery to Broadway : au dîner du Lamb's Club
- 1944 : Law of the Valley : un citadin
- 1944 : Heather and Yon : policier avec une scie
- 1945 : Three Pests in a Mess : gardien du cimetière
- 1945 : Rockin' in the Rockies : homme ivre
- 1945 : Wife Decoy : Mr. Dandy, l'employé licencié
- 1945 : La Duchesse des bas-fonds (Kitty) de Mitchell Leisen : cocher de Hugh
- 1945 : Booby Dupes : vendeur de glaces
- 1945 : San Antonio de David Butler : danseur
- 1946 : En route pour l'Alaska (Road to Utopia) de Hal Walker : participant au concours amateur
- 1946 : Le Laitier de Brooklyn (The Kid from Brooklyn) de Norman Z. McLeod : L'homme qui réagit au lion
- 1946 : La Ville des sans-loi (Badman's Territory) de Tim Whelan : barbier en ville
- 1946 : Partners in Time (en) de William Nigh : citadin
- 1946 : The Hoodlum Saint de Norman Taurog : Extra
- 1946 : Monkey Businessmen (en) d'Edward Bernds : Mr Grimble
- 1946 : La Voleuse (A Stolen Life) de Curtis Bernhardt : Citadin au bal de la grange
- 1946 : Society Mugs (en) d'Edward Bernds : Invité à la fête
- 1947 : Musique aux étoiles (Calendar Girl) de Allan Dwan : Masher
- 1947 : Traquée (Framed) de Richard Wallace : Dishwasher
- 1947 : Hard Boiled Mahoney (en) de William Beaudine : Audience Extra
- 1947 : Le Miracle de la 34e rue (Miracle on 34th Street) de George Seaton : Officier de justice porteur de courrier
- 1947 : Wyoming Kid (Cheyenne) de Raoul Walsh : Barfly
- 1947 : Les Exploits de Pearl White (The Perils of Pauline) de George Marshall : accessoiriste de plateau au saloon
- 1947 : La Cité magique (Magic Town) de William A. Wellman : citadin
- 1947 : Prairie Express (en) de Lambert Hillyer : citadin
- 1948 : Le Miracle des cloches (The Miracle of the Bells) d'Irving Pichel : l'adorateur
- 1948 : Sinister Journey (en) de George Archainbaud : ingénieur
- 1948 : Far West 89 (Return of the Bad Men) de Ray Enright : barman Guthrie
- 1948 : Back Trail (en) de Christy Cabanne : Goofy
- 1948 : Johnny Belinda de Jean Negulesco : homme dans le jury
- 1948 : Les Filles du major (Isn't It Romantic?) de Norman Z. McLeod : membre de la bande
- 1948 : L'Île inconnue (Unknown Island), de Jack Bernhard : Le patron de « Dive » désignant Tarnowski
- 1948 : Loaded Pistols (en) de John English : petit homme qui danse
- 1949 : Ma femme et ses enfants (Family Honeymoon) de Claude Binyon : un passager
- 1949 : Le passé se venge (The Crooked Way), de Robert Florey : vendeur de journaux
- 1949 : Mam'zelle mitraillette (The Beautiful Blonde from Bashful Bend) de Preston Sturges : Hanger-on
- 1949 : Feudin' Rhythm (en) d'Edward Bernds : Prop Man
- 1949 : Square Dance Jubilee (en) de Paul Landres
- 1949 : Madame porte la culotte (Adam's Rib) de George Cukor : un homme au tribunal

### Années 1950
- 1950 : Stars in my Crown de Jacques Tourneur : barman
- 1950 : Ève (All About Eve) de Joseph L. Mankiewicz : Sarah Siddons, invitée aux Awards
- 1951 : La Voleuse d'amour (The Company She Keeps) de John Cromwell : un extra au restaurant
- 1951 : Les Pirates de la Floride (The Barefoot Mailman) d'Earl McEvoy : citadin à la danse
- 1951 : La Belle du Montana (Belle Le Grand) de Allan Dwan
- 1952 : Vocation secrète (Boots Malone) de William Dieterle : petit rôle
- 1952 : The Old West (en) de George Archainbaud : un citadin
- 1952 : Chantons sous la pluie (Singin' in the Rain) de Stanley Donen et Gene Kelly : le vieil homme avec un parapluie dans le numéro « Chantons sous la pluie »
- 1952 : Gents in a Jam (en) d'Edward Bernds : le livreur
- 1952 : Un amour désespéré (Carrie) de William Wyler : un homme
- 1952 : Violence à Park Row (Park Row) de Samuel Fuller : le pilier de bar
- 1952 : Les Feux de la rampe (Limelight) de Charlie Chaplin : le joueur d'orgue
- 1953 : Les Frontières de la vie (The Glass Wall) de Maxwell Shane : Un homme dans la ruelle avec une grande danseuse
- 1953 : Hannah Lee (en) de Lee Garmes et John Ireland : Un homme faisant les cent pas dans une cellule de prison
- 1953 : Conquest of Cochise (en) de William Castle : le pilier de bar
- 1954 : So You Want to Be a Banker de Richard L. Bare (court métrage)
- 1954 : Une fille de la province (The Country Girl) de George Seaton : le machiniste
- 1954 : Trois Heures pour tuer (Three Hours to Kill) de Alfred L. Werker : rôle non crédité
- 1954 : The Fast and the Furious de John Ireland : gardien du parc
- 1955 : La Peau d'un autre (Pete Kelly's Blues) de Jack Webb : un serveur
- 1956 : La VRP de choc (The First Traveling Saleslady) de Arthur Lubin : spectateur de la salle d'audience
- 1956 : Runaway Daughters (en) d'Edward L. Cahn : Mr Fields, un peu ivre au dance-club
- 1956 : Celui qu'on n'attendait plus (Come Next Spring) de R. G. Springsteen : un homme à la danse de Halloween
- 1957 : Quand la bête hurle (Monkey on My Back) d'André de Toth : un malade à l'hôpital
- 1957 : Un seul amour (Jeanne Eagles) de George Sidney : le Quartier-maître Bates
- 1957 : L'Homme aux mille visages (Man of a Thousand Faces) de Joseph Pevney : serveur de comédie
- 1957 : Domino Kid (en) de Ray Nazarro : le pilier de bar
- 1958 : In the Money de William Beaudine : voiturier de Scotland Yard
- 1958 : Trois Bébés sur les bras (Rock-a-Bye Baby) de Frank Tashlin
- 1958 : Once Upon a Horse... (en) de Hal Kanter : agent de la gare
- 1958 : Vacances à Paris (The Perfect Furlough) de Blake Edwards : détective de l'hôtel
- 1958 : I Married a Woman de Hal Kanter : le garçon d'ascenseur

### Années 1960
- 1960 : Qui était donc cette dame ? (Who was that lady ?) de George Sidney : Artiste tatoueur
- 1960 : Procès de singe (Inherit the Wind) de Stanley Kramer
- 1960 : Blue Jeans 1920 (Studs Lonigan) d'Irving Lerner : vendeur
- 1961 : La Vengeance aux deux visages (One-Eyed Jacks) de Marlon Brando
- 1961 : Le Zinzin d'Hollywood (The Errand Boy) de Jerry Lewis
- 1961 : Milliardaire pour un jour (Pocketful of Miracles) de Frank Capra
- 1961 : Twist Around the Clock de Oscar Rudolph

## Vidéothèque
Harold Lloyd et Snub Pollard, Le Duo Improbable, Lobster Films, 2016, coffret DVD Kings Of Comedy (films de Mack Sennett, Harry Langdon, Larry Semon, Harold Lloyd, Snub Pollard).